# Dienis Ziemczonok
Dienis Igoriewicz Ziemczonok (ros. Денис Игоревич Земчёнок; ur. 11 sierpnia 1987 w Swierdłowsku) – rosyjski siatkarz grający na pozycji atakującego. 

## Sukcesy klubowe
Superpuchar Rosji:
- 2016, 2020

Klubowe Mistrzostwa Świata:
- 2016
- 2019

Puchar Rosji:
- 2016, 2019, 2021

Liga Mistrzów:
- 2017

Mistrzostwo Rosji:
- 2017
- 2020

Puchar Challenge:
- 2019

## Sukcesy reprezentacyjne
Memoriał Huberta Jerzego Wagnera:
- 2014

Liga Narodów:
- 2019

## Nagrody indywidualne
- 2019: MVP finałowego turnieju Pucharu Challenge